# Aelurillus helvenacius
Aelurillus helvenacius is een spinnensoort in de taxonomische indeling van de springspinnen (Salticidae).
Het dier behoort tot het geslacht Aelurillus. De wetenschappelijke naam van de soort werd voor het eerst geldig gepubliceerd in 1993 door Dmitri Viktorovich Logunov.